# Arcinazzo Romano
Arcinazzo Romano és un municipi de la ciutat metropolitana de Roma, a la regió italiana del Laci, situat uns 50 km a l'est de Roma. El nom de la població fins a l'any 1891 era Ponza. L'1 de gener de 2018 tenia 1.344 habitants.
Arcinazzo Romano limita amb els municipis d'Affile, Jenne, Piglio, Roiate, Serrone, Subiaco i Trevi nel Lazio.
L'àrea d'Arcinazzo inclou un ampli altiplà, un lloc turístic popular. L'altiplà alberga les restes d'una vil·la romana: la residència de caça de l'emperador Trajà.